# Sentiers du patrimoine à Hong Kong

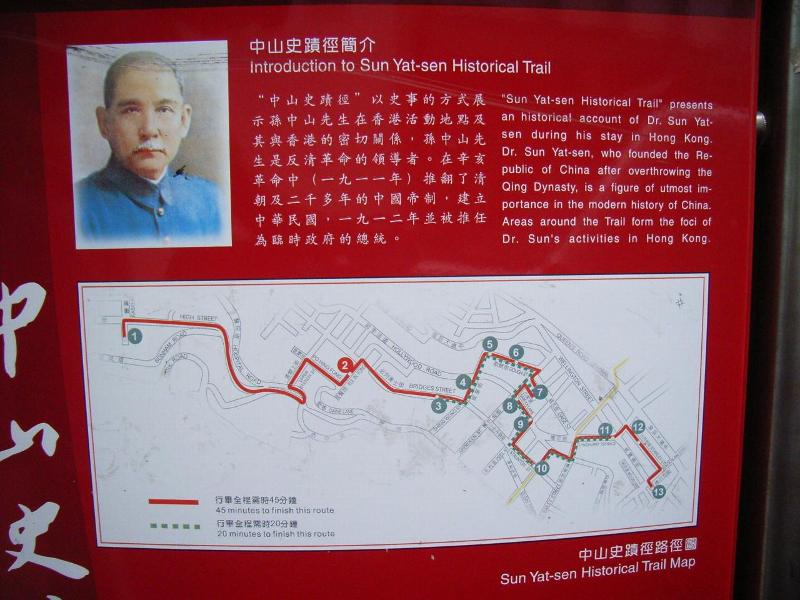
Panneau sur le sentier historique du Dr Sun Yat-sen.

Plusieurs sentiers du patrimoine ont été établis à Hong Kong pour faciliter la visite de bâtiments historiques.

## Les différents sentiers

### Sentiers établis par lebureau des antiquités et monuments
- le sentier du patrimoine de Ping Shan à Yuen Long, ouvert le 12 décembre 1993
- le sentier du patrimoine de Lung Yeuk Tau
- le sentier du patrimoine de Central and Western

### Autres sentiers
- le sentier historique du Dr Sun Yat-sen, dans le district de Central and Western.
- les pistes de roches de Hong Kong
- le sentier du patrimoine du St Stephen's College (zh)[1]
- le sentier du patrimoine des aqueducs de Tai Tam[2]
- le sentier du patrimoine de Wan Chai, ouvert le 27 septembre 2009

### Sentiers d'histoire militaire
- le sentier du patrimoine de la batterie de Pinewood, au sein du parc national de Lung Fu Shan (en)[3]
- le sentier des reliques de guerre de Shing Mun (en)
- le sentier de Wong Nai Chung Gap, ouvert en 2006[4]

## Voir aussi

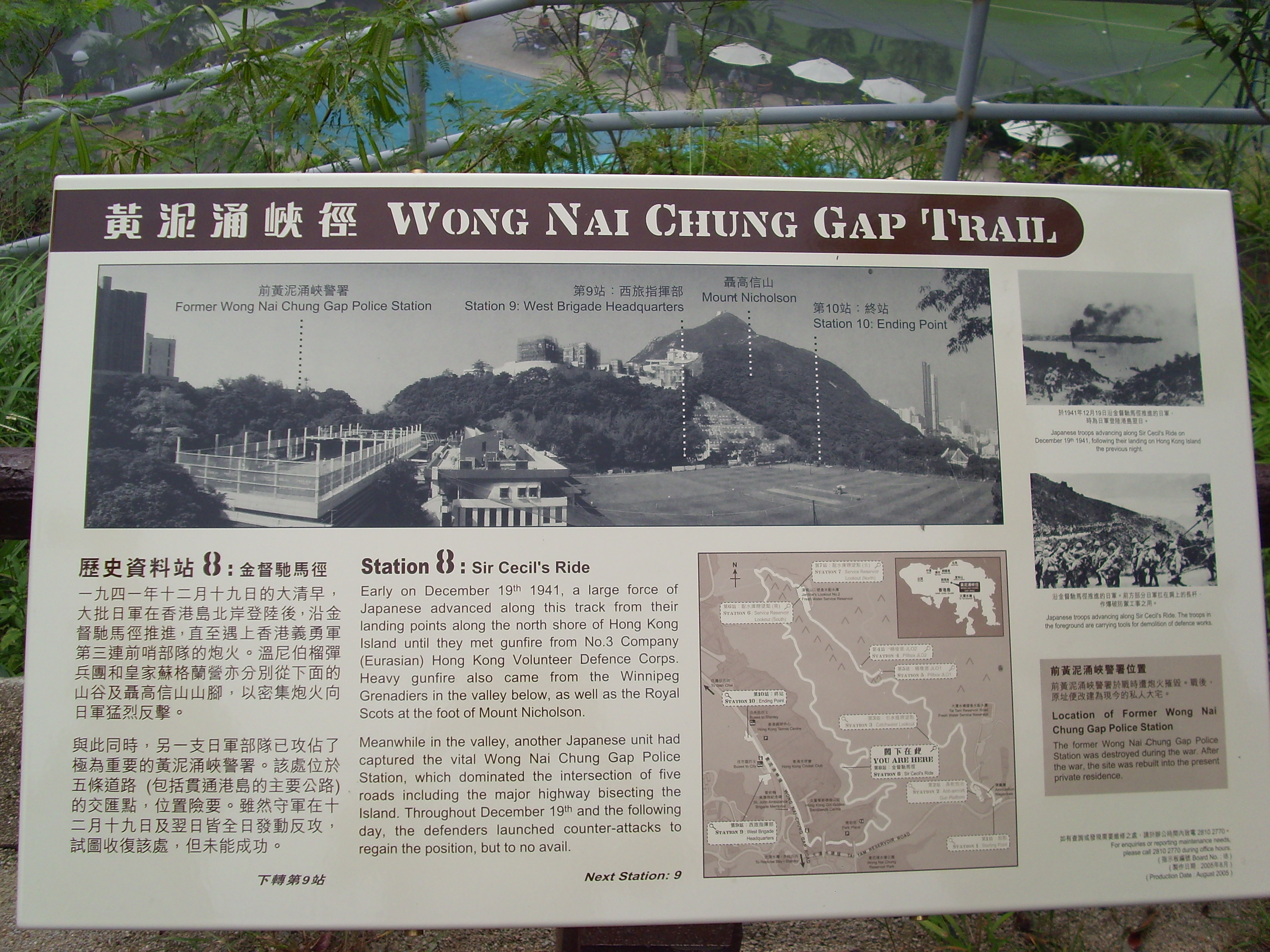
Panneau sur le sentier de Wong Nai Chung Gap.